# Çakıt Çayı
Der Çakıt Çayı (auch Çakıt Suyu) ist ein rechter Nebenfluss des Seyhan in den südtürkischen Provinzen Adana und Niğde.
Der Çakıt Çayı entsteht am Zusammenfluss von Çiftehan Çayı und Kırkgeçit Deresi im Landkreis Ulukışla im Südosten der Provinz Niğde. Die Europastraße 90 folgt dem Fluss über eine Länge von 13 km. Der Fluss passiert die Kreisstadt Pozantı. Anschließend wendet sich der Fluss nach Süden und durchschneidet das Taurusgebirge. Am Yerköprü-Wehr wird ein Teil des Flusswassers über einen 5433 m langen Tunnel zum Kapıkaya-Wasserkraftwerk (20 MW) nahe der Ortschaft Kapıkaya geleitet.
Das restliche Wasser durchströmt die Schlucht Kapıkaya Kanyon. 
Der Çakıt Çayı mündet schließlich in das westliche Ende des Seyhan-Stausees.